# San Giorgio a Liri
San Giorgio a Liri là một đô thị ở tỉnh Frosinone trong vùng Lazio, có vị trí cách khoảng 120 km về phía đông nam của Roma và khoảng 45 km về phía đông nam của Frosinone. Tại thời điểm ngày 31 tháng 12 năm 2004, đô thị này có dân số 3.146 người và diện tích là 15,6 km².
Đô thị San Giorgio a Liri có các frazioni (đơn vị trực thuộc, chủ yếu là các làng) Torricelli, Cese, và Iumari.
San Giorgio a Liri giáp các đô thị: Castelnuovo Parano, Esperia, Pignataro Interamna, Sant'Apollinare, Vallemaio.